# Anija kommun
Anija kommun (estniska: Anija vald) är en kommun i Estland.   Den ligger i landskapet Harjumaa, i den norra delen av landet, 40 km öster om huvudstaden Tallinn. Staden Kehra utgör kommunens centralort.
Köpingen Aegviidu uppgick den 21 oktober 2017 i kommunen.

### Karta

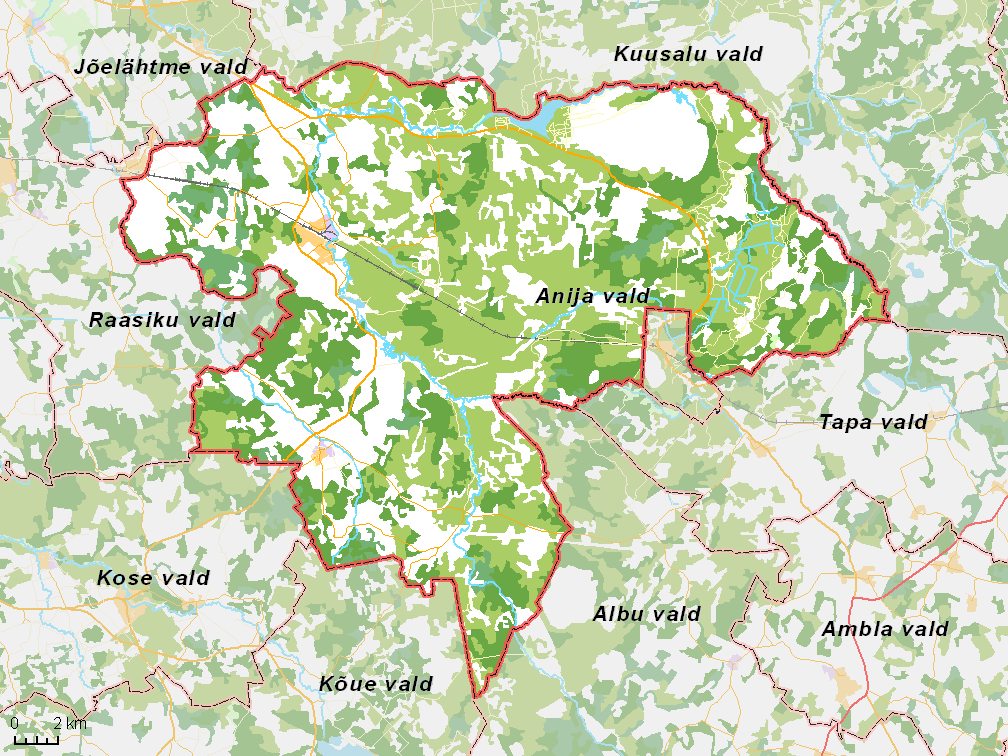
Översiktlig karta över kommunen (innan sammanslagningen med Aegviidu).

## Orter
I Anija kommun finns en stad, en köping och 31 byar (2017).

### Städer
- Kehra

### Köpingar
- Aegviidu

### Byar
- Aavere
- Alavere
- Anija
- Arava
- Härmakosu
- Kaunissaare
- Kehra
- Kihmla
- Kuusemäe
- Lehtmetsa
- Lilli
- Linnakse
- Looküla
- Lükati
- Mustjõe
- Paasiku
- Parila
- Partsaare
- Pikva
- Pillapalu
- Rasivere
- Raudoja
- Rooküla
- Salumetsa
- Salumäe
- Soodla
- Ülejõe
- Uuearu
- Vetla
- Vikipalu
- Voose

## Galleri

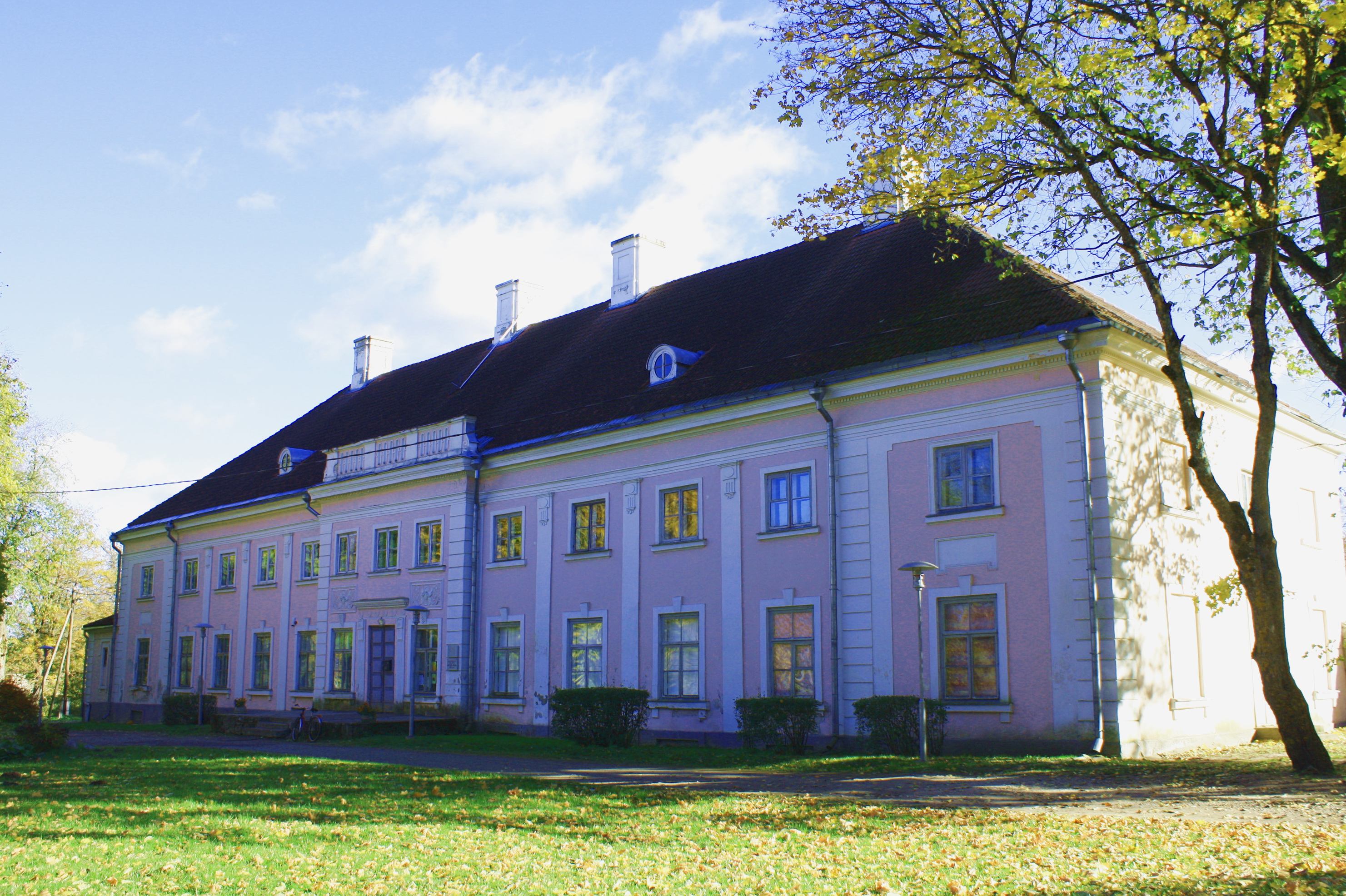
Anija herrgård
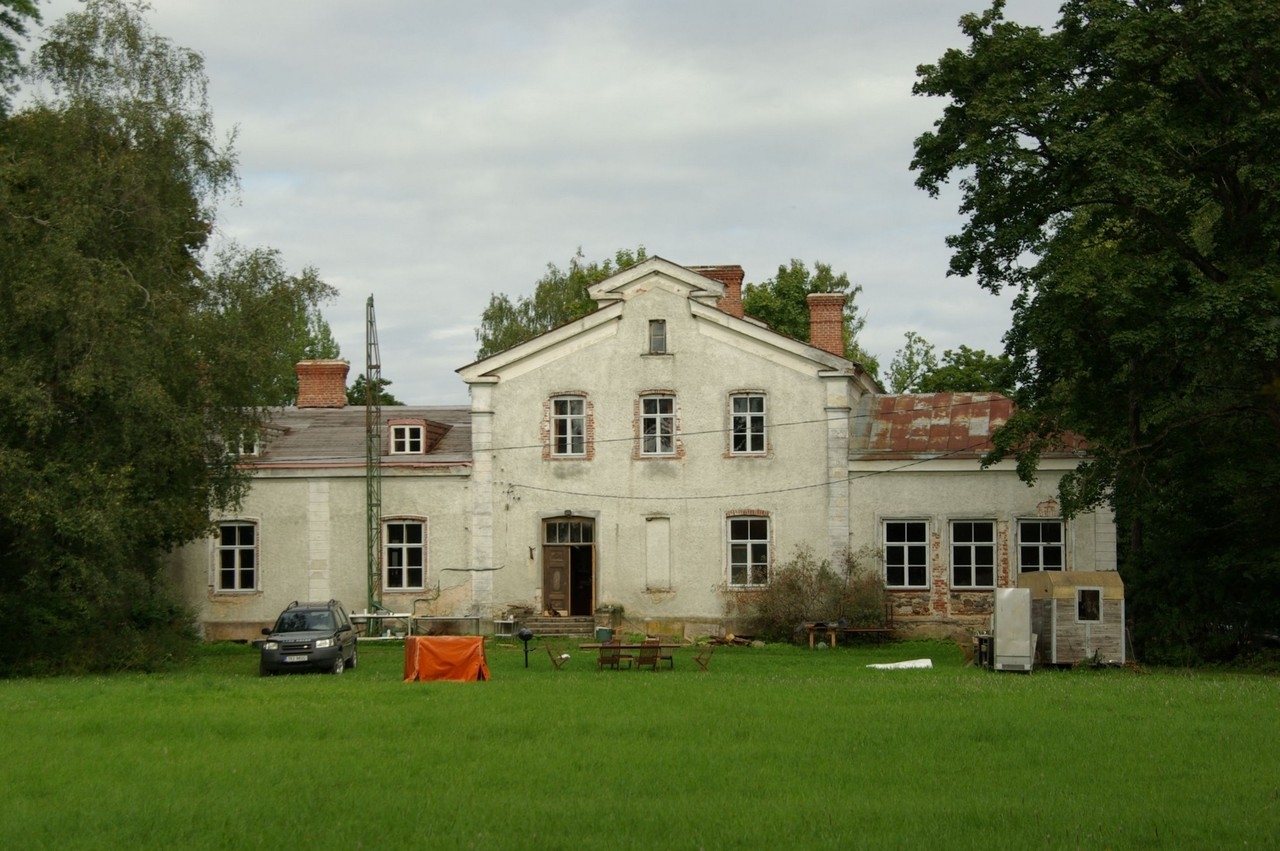
Pikva herrgård
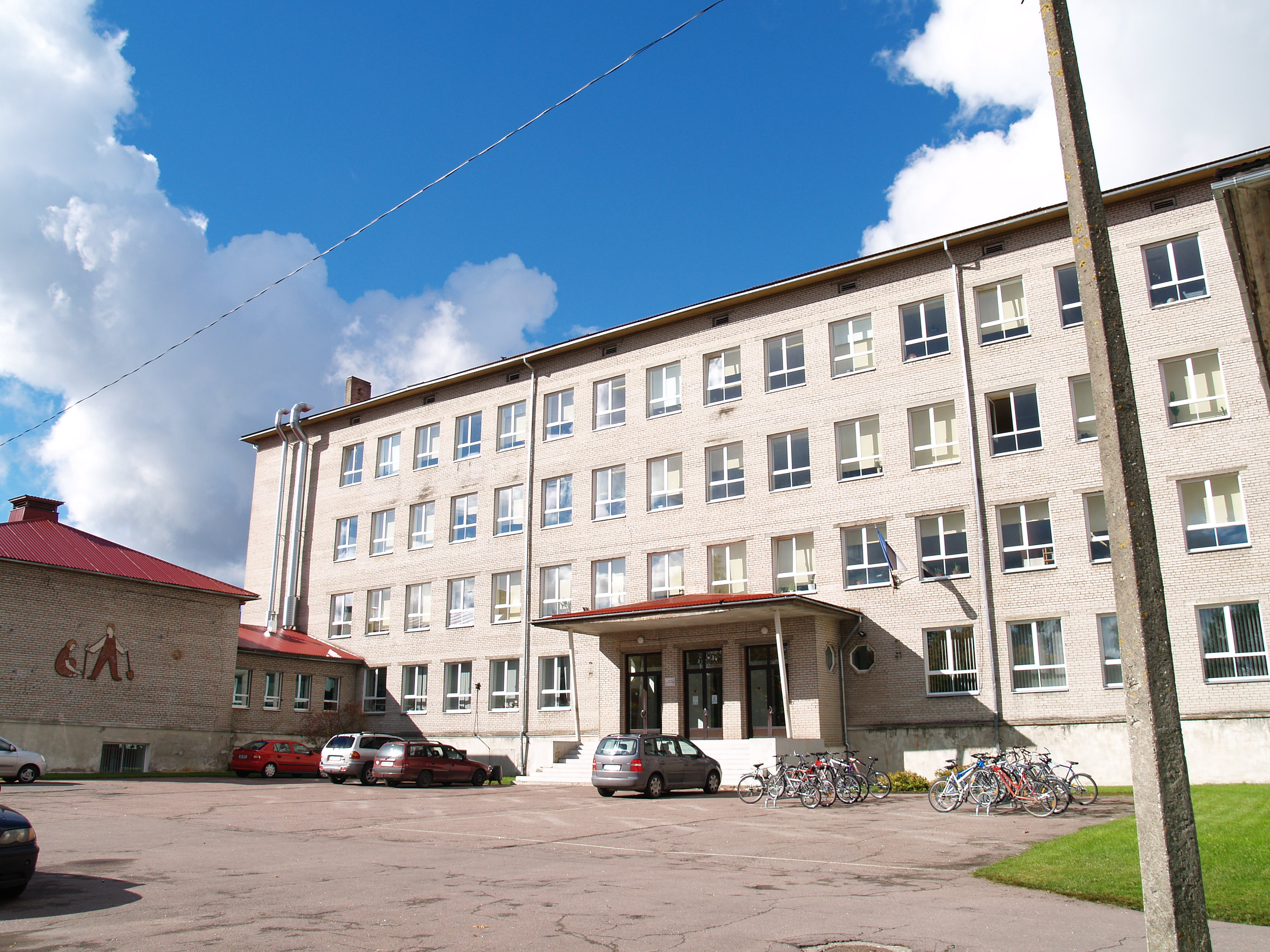
Kehra gymnasium
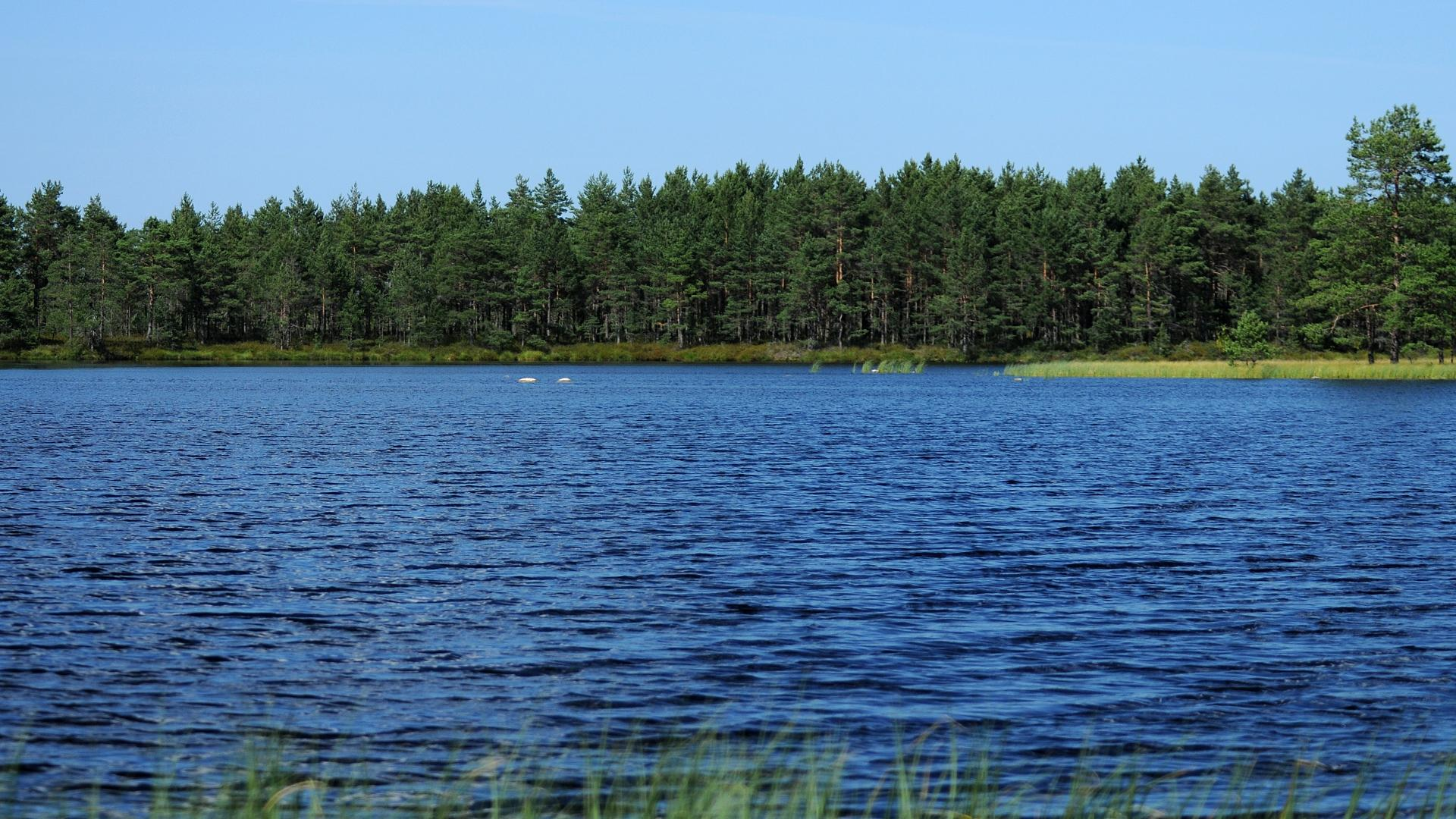
Kivijärv